# 천안미라초등학교
천안미라초등학교는 대한민국 충청남도 천안시 서북구에 있는 공립 초등학교이다.

## 학교 연혁
- 1995년 10월 2일: 개교
- 1996년 3월 1일: 병설유치원 개원
- 2008년 3월 1일: 27학급 편성, 병설유치원 2학급
- 2009년 2월 19일: 제14회 졸업
- 2009년 3월 1일: 27학급(특수 1학급) 편성, 병설유치원 3학급(특수 1학급)
- 2010년 3월 1일: 24학급(특수 1학급) 편성, 병설유치원 3학급(특수 1학급)
- 2011년 3월 1일: 21학급(특수 1학급) 편성, 병설유치원 3학급(특수 1학급)
- 2012년 3월 1일: 21학급(특수 1학급) 편성, 병설유치원 3학급(특수 1학급)
- 2013년 3월 1일: 18학급(특수 1학급) 편성, 병설유치원 3학급(특수 1학급)
- 2014년 3월 1일: 18학급(특수 1학급) 편성, 병설유치원 4학급
- 2015년 3월 1일: 19학급(특수 1학급) 편성, 병설유치원 4학급
- 2016년 3월 1일: 19학급(특수 1학급) 편성, 병설유치원 4학급(특수 2학급)
- 2017년 3월 1일: 18학급(특수 1학급) 편성, 병설유치원 4학급(특수 2학급)

## 참고 자료
- 천안미라초등학교 - 한국교육학술정보원 학교알리미